# Singapore Hokkien Huay Kuan
Singapore Hokkien Huay Kuan (SHHK) is een geboortestreekvereniging van overzeese Chinezen in Singapore van Minnanse afkomst. Het zet zich vooral in voor educatie en Fujianse cultuur. Het werd in 1840 opgericht om scholing, sociale welzijn en de Chinese taal en cultuur te promoten onder overzeese Chinezen in Singapore en de rest van Zuidoost-Azië.
De door SHHK opgerichte scholen onderwijzen naast regulier onderwijs ook in de Analecten van Confucius.
De huidige verenigingsvoorzitter is Chua Thian Poh (蔡天宝). De voorzitter van de bestuursraad is idem Chua Thian Poh (蔡天宝). De besuursraad van de vereniging heeft drie vicevoorzitters.

## Onderwijsprojecten
- oprichting van Tao Nan School in 1906
- oprichting van Ai Tong School in 1912 en Chongfu Primary School in 1915,
- oprichting van Nan Chiau High School en Primary School in 1947
- oprichting van Kong Hwa School in 1953
- doneren van land voor de bouw van de campus van Nanyang University in 1955.

## Religieuze projecten
SHHK onderhoudt vier Chinese tempels in Singapore:
- Thian Hock Keng
- Goh Cho Tua Peh Kong
- Kim Lan Beo
- Leng San Teng